# Любимов, Борис Николаевич
Бори́с Никола́евич Люби́мов (род. 29 июня 1947, Москва) — советский и российский театровед и педагог, театральный критик, кандидат искусствоведения (1977), заслуженный деятель искусств РСФСР (1990), профессор (1991), ректор Высшего театрального училища имени М. С. Щепкина (с 2007), заместитель художественного руководителя Государственного академического Малого театра России (1999), заведующий кафедрой истории театра России ГИТИС (с 1982).

## Биография
Родился 29 июня 1947 года в Москве.
В 1969 году окончил театроведческий факультет Российского института театрального искусства — ГИТИС (курс П. А. Маркова), затем — аспирантуру. С 1974 года — преподаватель ГИТИСа, в 1976 году защитил кандидатскую диссертацию «Проблемы сценичности произведений Достоевского». С 1982 года — заведующий кафедрой театральной критики ГИТИСа (с 1991 года — кафедра истории театра России).
В 1988—1995 годах — заведующий литературной частью Малого театра, в 1995—1998 годах — заведующий литературной частью Центрального театра Российской Армии, с 1999 года — заместитель художественного руководителя Малого театра.
С 1999 по 2004 год — вице-президент Российского фонда культуры.
С 2003 по 2007 год — директор Государственного центрального Театрального музея им. А. А. Бахрушина.

С 2007 года — ректор Высшего театрального училища имени М. С. Щепкина.

## Семья
Отец — Николай Михайлович Любимов (1912—1992), советский переводчик, автор мемуаров.
Мать — Маргарита Романовна Любимова (Кессель), переводчик.
Сестра — Елена Николаевна Любимова (1941—2001)
Жена — Мария Вадимовна Шверубович (1949—2018), актриса и театровед.
- Дочь — Ольга Борисовна Любимова (род. 1980), министр культуры Российской Федерации с 2020 года.
  - Внук — Никита
  - Внучка — Варвара[4]

## Награды
- Орден «За заслуги перед Отечеством» III степени (24 мая 2023 года) — за вклад в развитие отечественной культуры и искусства, многолетнюю плодотворную деятельность[5]
- Орден «За заслуги перед Отечеством» IV степени (9 декабря 2009 года) — за большой вклад в развитие отечественной культуры и подготовку высокопрофессиональных специалистов в области театрального искусства[6]
- Орден Почёта (24 января 2018 года) — за заслуги в развитии отечественной культуры и искусства, многолетнюю плодотворную деятельность[7]
- Орден Дружбы (22 ноября 1999 года) — за заслуги перед государством, большой вклад в укрепление дружбы и сотрудничества между народами, многолетнюю плодотворную деятельность в области культуры и искусства[8]
- Заслуженный деятель искусств РСФСР (15 мая 1990 года) — за заслуги в области советского искусства[9]
- Нагрудный знак РФ «За вклад в российскую культуру» (2018 год, Министерство культуры Российской Федерации)[10].
- Медаль имени Михаила Чехова (2023 год)[11]

## Труды и монографии
Автор более 500 научных трудов, статей и монографий. Основные работы посвящены истории русского театра, теории театра; актуальным проблемам современного российского театрального процесса и русского классического репертуара, методологии театроведения, русской литературе, а также истории Русской православной церкви, русской религиозно-философской и общественной мысли. Книги:
- «О сценичности произведений Достоевского» (1981),
- «Действо и действие» (1997).

Соавтор учебника «История русского драматического театра от его истоков до середины XX века». Автор учебных курсов: «Введение в источниковедение», «История русского театра 1830—1850 гг.», «История советского театра 1940—1970 гг.», «Теория драмы».
Составитель сборника статей «Театральная критика: история и теория» (1989), к 100-летию со дня рождения П. А. Маркова «Театр, течения» (1998) и др.
Автор и ведущий передачи на ТВ «Читая Библию» (с 1998), передач на радио «Новые языки» и «Действо и действие».

## Общественная позиция
В марте 2014 года подписал обращение деятелей культуры Российской Федерации в поддержку политики президента РФ В. В. Путина на Украине и в Крыму.
В 2024 году вошёл в Совет при президенте Российской Федерации по культуре и искусству.